# Sales (Haute-Savoie)
Sales ist eine französische Gemeinde im Département Haute-Savoie in der Region Auvergne-Rhône-Alpes.

## Geographie
Sales liegt auf 420 m, in der Nähe von Rumilly, etwa 13 Kilometer westlich der Stadt Annecy (Luftlinie). Das ehemalige Bauerndorf erstreckt sich im Alpenvorland auf einer Anhöhe östlich des Chéran, in der breiten Mulde des Albanais zwischen der Montagne du Gros Foug im Westen und dem Semnoz im Osten.
Die Fläche des 9,21 km² großen Gemeindegebiets umfasst einen Abschnitt des Albanais. Die nördliche Grenze verläuft meist entlang dem gewundenen Lauf des Fier, der hier in einem breiten Tal von Osten nach Westen fließt. Vom Val de Fier erstreckt sich das Gemeindeareal südwärts über eine leicht gewellte Landschaft bis an den Chéran. Insgesamt weist das Gebiet im Becken von Rumilly nur geringe Reliefunterschiede auf. Mit 426 m wird östlich des Dorfes die höchste Erhebung von Sales erreicht.
Zu Sales gehören neben dem eigentlichen Ortskern auch zahlreiche Weilersiedlungen und Gehöfte, darunter: 
- Le Pessey (370 m) leicht erhöht am südlichen Talrand des Fier
- Exuel (370 m) leicht erhöht am südlichen Talrand des Fier
- Faramaz (420 m) auf einer Geländeterrasse am südlichen Talhang des Fier; der östliche Teil des Weilers gehört zu Marcellaz-Albanais
- Germonex (383 m) auf dem Plateau südlich des Fier
- Le Mollard (375 m) auf einer Kuppe östlich der Mündung des Chéran in den Fier
- Tigny (410 m) auf einer Anhöhe nördlich des Dorfes
- Le Cruet (360 m) im Tal des Chéran

Nachbargemeinden von Sales sind Vallières-sur-Fier und Hauteville-sur-Fier im Norden, Marcellaz-Albanais im Osten, Boussy im Süden sowie Rumilly im Westen.

## Geschichte
Das Gemeindegebiet von Sales war bereits während der Römerzeit besiedelt, was anhand von mehreren Funden, darunter auch einer Inschrift, nachgewiesen werden konnte. 
Im 14. Jahrhundert wird der Ort erstmals urkundlich erwähnt.

## Sehenswürdigkeiten
Die dreischiffige Pfarrkirche Saint-Pierre wurde 1964 im historisierenden romanisch-gotischen Stil neu erbaut. In der Umgebung von Sales gibt es mehrere Herrschaftshäuser, darunter das Château des Balmes (im 19. Jahrhundert umgestaltet) und das ehemalige Château de l’Annonciade (1667 erbaut, heute ein Bauernbetrieb).

## Bevölkerung
| Jahr                       | 1962 | 1968 | 1975 | 1982 | 1990 | 1999 |
| Einwohner                  | 646  | 725  | 856  | 1050 | 1388 | 1548 |
| Quellen: Cassini und INSEE |      |      |      |      |      |      |

Mit 2267 Einwohnern (Stand 1. Januar 2022) gehört Sales zu den kleineren Gemeinden des Département Haute-Savoie. Im Verlauf des 19. und 20. Jahrhunderts nahm die Einwohnerzahl aufgrund starker Abwanderung kontinuierlich ab (1861 wurden in Sales noch 743 Einwohner gezählt). Seit Beginn der 1960er Jahre wurde jedoch wieder eine deutliche Bevölkerungszunahme verzeichnet.

## Wirtschaft und Infrastruktur
Sales war bis weit ins 20. Jahrhundert hinein ein vorwiegend durch die Landwirtschaft geprägtes Dorf. Heute gibt es verschiedene Betriebe des Klein- und Mittelgewerbes. Ansonsten hat sich das Dorf zu einer Wohngemeinde entwickelt. Viele Erwerbstätige sind Wegpendler, die in den größeren Ortschaften der Umgebung, insbesondere im Raum Annecy ihrer Arbeit nachgehen.
Die Ortschaft liegt abseits der größeren Durchgangsstraßen, nahe an der Departementsstraße D16, die von Annecy nach Rumilly führt. Weitere Straßenverbindungen bestehen mit Hauteville-sur-Fier und Boussy. Der nächste Anschluss an die Autobahn A41 befindet sich in einer Entfernung von rund 10 km. Durch eine Buslinie ist Sales mit dem Bahnhof von Rumilly verbunden.

## Persönlichkeiten
- Émile-Marie Bunoz (1864–1945), römisch-katholischer Ordensgeistlicher, Apostolischer Vikar von Yukon-Prince Rupert und Prince George